# Hombre con H
Hombre con H (título original en portugués: Homem com H) es una película biográfica dirigida y escrita por Esmir Filho. Protagonizada por Jesuíta Barbosa y Carol Abras, relata la historia del cantante Ney Matogrosso, definido como «un ícono de la revolución sexual y musical de los años 1970». A su vez, el filme está basado en el libro Ney Matogrosso: A biografia de Julio Maria. Hombre con H fue estrenada en las salas de cine de Brasil antes de llegar a la plataforma Netflix a mediados de 2025.

## Sinopsis
El filme repasa diferentes momentos de la agitada carrera del controvertido cantante Ney Matogrosso, pasando por su infancia, adolescencia y fama musical, y explorando los desafíos que enfrentó en una sociedad todavía muy conservadora como un ícono de la cultura gay y de la libertad sexual.

## Reparto
- Jesuíta Barbosa es Ney Matogrosso
- Carol Abras es Yara Neiva
- Hermila Guedes es Beíta

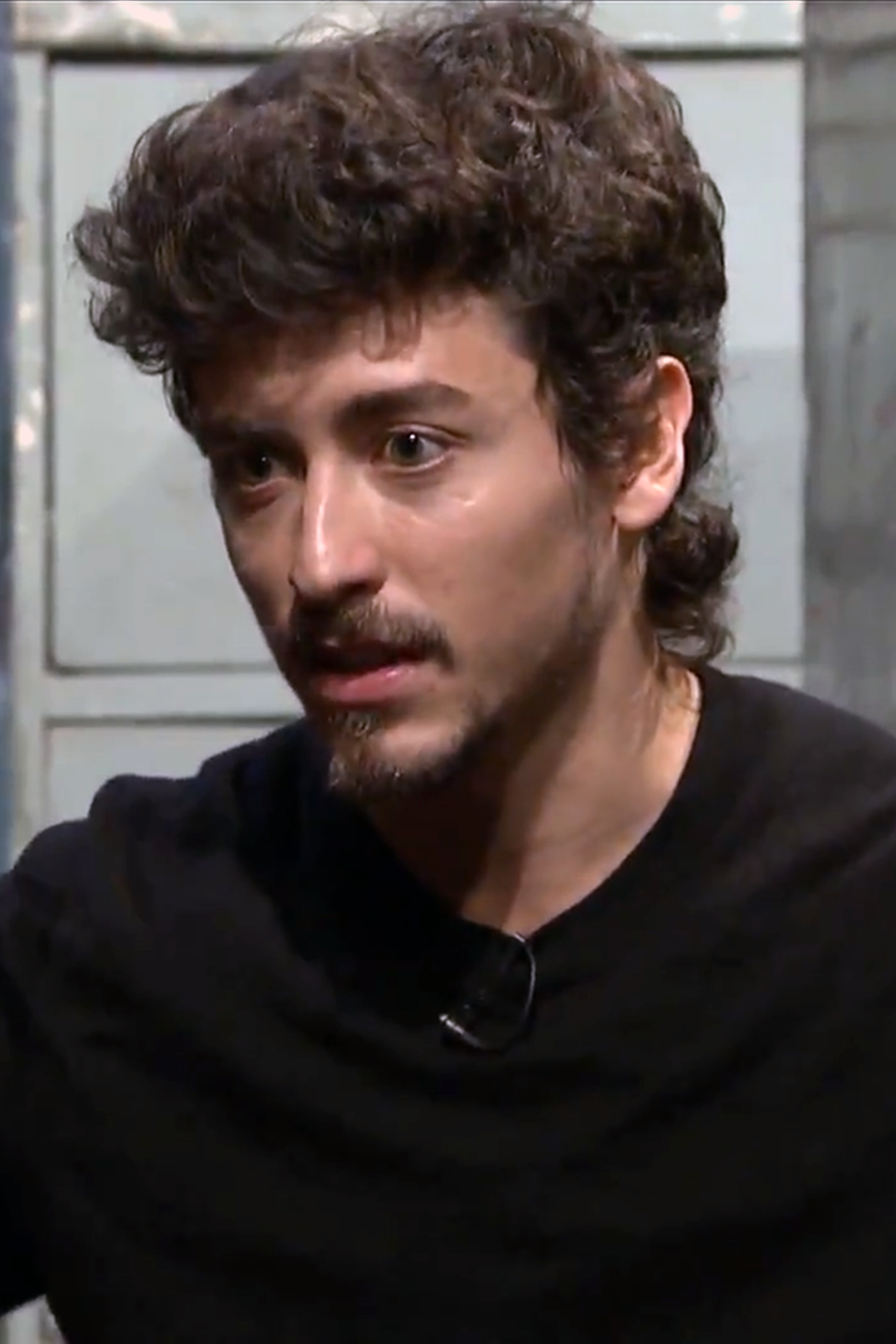
La actuación de Jesuíta Barbosa (en la imagen) como Ney Matogrosso recibió elogios de la crítica especializada.

- Bruno Montaleone es Marco de Maria
- Rômulo Braga es Antônio
- Lara Tremouroux es Regina
- Mauro Soares es João Ricardo
- Jullio Reis es Cazuza
- Pedro Zurawski es Sd. Araújo
- Jeff Lyrio es Gérson Conrad
- Metturo es él mismo entre el público - Teatro Bandeirantes

Fuente:

## Estreno
El filme se estrenó en las salas de cine brasileñas en mayo de 2025 y, en su primer fin de semana, logró convocar a más de 160 mil personas, de acuerdo con el diario O Globo. Su recaudación durante este periodo fue de 3,6 millones de reales. Un mes después, ya había superado los 600 mil espectadores. Hombre con H fue añadida al catálogo de la plataforma de streaming Netflix el 17 de junio del mismo año.

## Recepción

### Crítica
La sinopsis de la página especializada en críticas cinematográficas Rotten Tomatoes afirma: «De una infancia represiva a la revolución artística, Ney Matogrosso transforma los escenarios de Brasil y a sí mismo a través de la música, la creatividad y el fuego interior». Aline Pereira del portal AdoroCinema le otorgó cuatro de cinco estrellas posibles y elogió su aspecto musical al afirmar que las canciones aparecen «en momentos oportunos que no sólo indican en qué etapa de su carrera se encuentra el protagonista, sino que también expresan la profundidad de sus sentimientos, como a veces sólo la buena música puede hacer».
Para Naum Giló del diario Metrópoles el filme «podría alargarse fácilmente, pero no lo hace. La producción cuenta con el beneplácito y la participación directa del propio Ney, lo que garantiza la veracidad de cada capítulo narrado. Y quizá sea eso lo que hace que la película sea tan atractiva: todo en ella palpita de verdad, libertad y resistencia».  Marcelo Janot de O Globo destacó la interpretación de Jesuíta Barbosa: «Reproducir ficcionalmente [a Ney Matogrosso] sin caer en la caricatura sería todo un reto, y ahí es donde entra Jesuíta Barbosa. Su antológica y conmovedora interpretación no tiene parangón en las biografías cinematográficas de músicos brasileños».

### Tendencia en Netflix
Tras su estreno en Netflix, Hombre con H se posicionó en el primer lugar de preferencias de la plataforma. Barbosa lo agradeció con el siguiente mensaje a través de sus redes sociales: «Nuestro cine, el cine nacional, contando la historia de Ney Matogrosso, esta referencia de identidad, de autenticidad, este cuerpo libre, una figura, un artista tan importante para la sociedad de este país».